# 콘스탄틴 체르넨코
콘스탄틴 우스티노비치 체르넨코(러시아어: Константи́н Усти́нович Черне́нко, 문화어: 꼰스딴찐 체르넨꼬, 1911년 9월 24일 ~ 1985년 3월 10일)는 소비에트 연방의 정치인이다.
1931년 소련 공산당에 입당한 후, 레오니트 브레즈네프의 측근으로서 승진을 거듭하였다. 1982년 브레즈네프가 죽고 반 브레즈네프 세력인 유리 안드로포프가 서기장에 취임하면서 권력에서 밀려나는 듯하였으나, 1984년 안드로포프가 사망한 후 서기장으로 선출되었다.
그는 노동조합을 지원하고, 교육제도를 개편하였으며, 관료정치를 개선하였다. 또한 중화인민공화국과 무역협정을 위해 교섭하였다. 하지만 그는 에리히 호네커가 서독을 방문하는 것을 방해하는 등 냉전의 완화에는 기여를 하지 못하였다.
체르넨코는 건강이 좋지 않아 통치를 제대로 하지 못했고, 결국 1985년 3월 10일 사망하였다.